# Nemacheilus smithi
Nemacheilus smithi is een straalvinnige vissensoort uit de familie van de bermpjes (Nemacheilidae). De wetenschappelijke naam van de soort is voor het eerst geldig gepubliceerd in 1976 door Greenwood.
Deze Nemacheilus werd vernoemd naar de Britse zoöloog en schrijver Anthony Smith. Deze leidde in 1950 een groep studenten uit Oxford op zoek naar legendarische blinde witte vissen die in Iran in de ondergrondse qanats zouden leven. Bron van de legende was de tiende-eeuwse wiskundige en ingenieur Al-Karaji die de vis noemde in zijn boek Inbat al-miyah al-khafiya (de winning van verborgen waters). Hoewel de vis niet werd aangetroffen, publiceerde Smith over de expeditie het boek Blind White Fish in Persia. In 1976 ging hij terug naar Iran en ditmaal trof hij de vis ook daadwerkelijk aan.